# Kassel
Kassel (frem til 1926 officielt Cassel) er en tysk by som ligger ved floden Fulda i det nordlige Hessen. Med 194.000 indbyggere (2009) er det den tredjestørste by i delstaten efter Frankfurt am Main og hovedstaden Wiesbaden.
Kassel er hovedsæde for de administrative enheder Regierungsbezirk Kassel og Landkreis Kassel.
De nærmeste store byer er Hannover (164 km mod nord), Dortmund (165 km mod vest) og Frankfurt am Main (190 km mod syd).
Internationalt er Kassel særlig kendt for kunstudstillingen documenta. Byen har søgt om at blive europæisk kulturhovedstad i 2010.